# Bucsony község
Bucsony község (románul: Comuna Bucium) község Fehér megyében, Romániában. Központja Bucsony, beosztott falvai Anghelești, Bisericani, Bucsum-Szát, Bucsumcserb, Bucsumizbita, Bucsummuntár, Bucsumpojén Ciuculești, Coleșeni, Dogărești, Ferești, Florești, Gura Izbitei, Helești, Izbicioara, Jurcuiești, Lupulești, Măgura, Petreni, Poiana, Stâlnișoara, Valea Abruzel, Valea Albă, Valea Cerbului, Valea Negrilesii, Valea Poienii, Valea Șesii, Văleni és Vâlcea.

## Fekvése
Az Erdélyi-érchegységben helyezkedik el az Abrudel-patak völgyének felső szakaszán. Szomszédai délen Zalatna, délnyugaton Csurulyásza község, nyugaton Verespatak község és Abrudbánya, keleten Mogos község. Távolsága a legközelebbi várostól, Abrudbányától 12, a megyeszékhely Gyulafehérvártól 73 kilométer.

## Népessége
1850-től a népesség alábbiak szerint alakult:
| Lakosok száma | 3590 | 3846 | 4634 | 3476 | 4119 | 2499 | 2115 | 1792 | 1454 | 1272 |
|               | 1850 | 1880 | 1900 | 1920 | 1941 | 1977 | 1992 | 2002 | 2011 | 2021 |

A 2011-es népszámlálás adatai alapján a község népessége 1454 fő volt, melynek 96,91%-a román. Vallási hovatartozás szempontjából a lakosság 91,47%-a ortodox.

## Nevezetességei

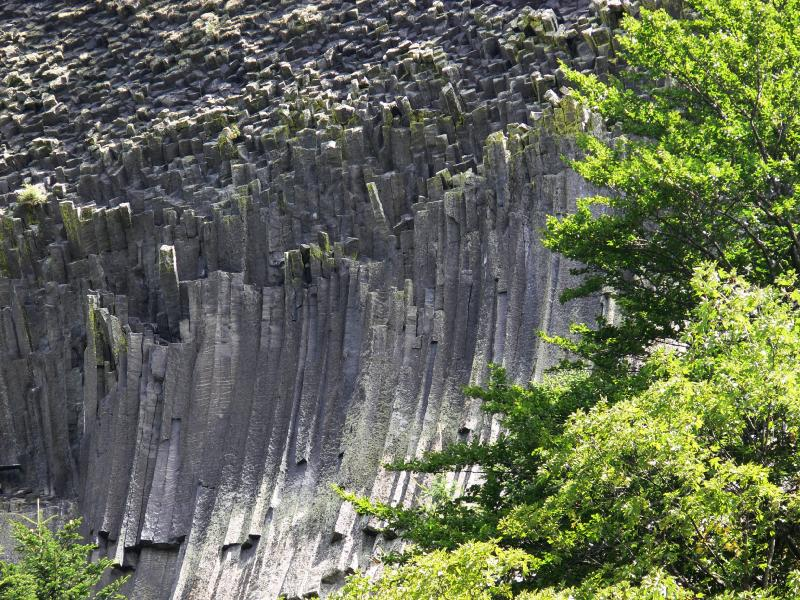
Kopasz Detonáta

A község területén található műemlékek:
- 1802-ben állított kereszt Bucsony faluban a 166. számú ház előtt (AB-IV-m-B-21076)
- Bucsum-Cserbu faluban a Zalatna-Abrud út (1838-1865) építőinek állított emlékoszlop (AB-III-m-B-00411)
- a Bucsum-Izbitai Szent arkangyalok-temmplom (LMI-kódja AB-II-m-B-00239)
- 1880-ban állított kereszt Bucsum-Pojén faluban a 604. számú ház előtt (AB-IV-m-B-21081)
- Andrei Șaguna püspöknek 1897-ben állított kereszt Gura Izbitei faluban a 405. számú ház előtt (AB-IV-m-B-21077)
- 1840-1870 között állított kereszt Valea Negrilesii faluban a 615. számú ház előtt (AB-IV-m-B-21080)
- 1878-1898 között állított kereszt Valea Negrilesii faluban a 632. számú ház előtt (AB-IV-m-B-21078)
- 1840-1870 között állított kereszt Valea Negrilesii faluban a 838. számú ház előtt (AB-IV-m-B-21079)

Országos szinten védett területek:
- Kopasz Detonáta[8]
- Virító Detonáta(wd)[8]
- negrileasai nárciszmező(wd)[9]

## Híres emberek
- Bucsonyban született Emil Dandea (1893–1969) publicista és politikus, Marosvásárhely polgármestere 1922–1926 és 1934–1937 között.[10]
- 1906 és 1910 között Ciuculești-en szolgált görögkatolikus papként Ion Agârbiceanu (1882–1963) író, és itt írta Arhanghelii című regényét.[11]
- Ciuculeşti-en született Ion I. Agârbiceanu(wd) (1907–1971) fizikus, a Román Akadémia levelező tagja.